# 고토 준지 (애니메이션 제작자)
고토 준지(일본어: 後藤 潤二,ごとう じゅんじ)는 일본의 프리 애니메이터 겸 게임 원화가이다. 나가사키현 출신. 기혼.
어덜트 게임의 업무를 할적엔「일본어: ごとうじゅんじ」라는 이름을 사용한다. 대표작은 School Days.

## 주요 경력
1997년, 요요기 애니메이션 학원 애니메이터과를 졸업후 XEBEC에 입사. 여기선『폭주형제 렛츠&고!!WGP』나『*신세기 에반게리온 극장판 THE END OF EVANGELION 에어/진심을, 너에게』등의 제작에 참가.
1998년경부터 PC게임 회사 액티브에서「시켄샤루(일본어: しぃけんしゃる」라는 이름으로『GONE』등의 원화를 담당하였다. 스택에서 업무를 하게 되었을 때부턴 컨슈머판『피아캐롯에 잘 오셨습니다!!』『인연이라는 이름의 팬던트 with TOYBOX 스토리즈』『시스터 프린세스』등의 원화를 담당. 또한『시스터 프린세스』에선 소설판의 일러스트도 담당하였다.
『L/R -Licensed by Royal-』에서 처음으로 작화감독을 담당. 또한, 『School Days』(Overflow)에서 처음으로 캐릭터 디자인을 담당, 이 작품의 대 히트로 인하여 일약 유명해지게 된다.(이로 인해, 뒤에 TV 애니메이션판에서도 캐릭터 디자인과 총작화감독을 담당하게 되었다.) 같은 시기엔『스크랩드 프린세스』『MADLAX』『풀 메탈 패닉? 후못후』등의 제작에 참여하였으며,『츠바사: RESERVoir CHRoNiCLE』에선 작화감독을 역임했다.
『School Days』의 어나더 스토리『Summer Days』를 제작한 뒤에도『천보이문 아야카시 아야시』『제비뽑기 언밸런스』의 작화를 담당하는 등 애니메이터와 게임 원화가의 일을 양립시키고 있다.
참고로 오프 모임에도 참가한다든지, 게임을 산처럼 가지고 있다든지 할 정도로 좀비를 좋아한다.

## 참가 작품

### TV 애니메이션
- 폭주형제 렛츠&고!!WGP (국내명 : 우리는 챔피언 WGP)
- 용자왕 가오가이가 (국내명 : 사자왕 가오가이거)
- 브레인 파워드
- 신비의 세계 엘하자드
- 투하트
- L/R -Licensed by Royal-
- 스크랩드 프린세스
- MADLAX
- 풀 메탈 패닉? 후못후
- 츠바사: RESERVoir CHRoNiCLE
- 천보이문 아야카시 아야시
- 제비뽑기 언밸런스
- 일기당천 XTREME XECUTOR(캐릭터 디자인·총작화감독)

### OVA
- 너스 위치 코무기짱 매지카르테
- 현시연
- School Days ~매지컬하트☆코코로~(좀비 외)
- 이세계의 성기사이야기(작화감독·원화)

### 극장판 애니메이션
- 신세기 에반게리온 극장판 THE END OF EVANGELION 에어/진심을, 너에게

### 어덜트 게임
- Essence Lost
- 아슬아슬 데이트
- 중장황녀 메탈 프린세스
- Summer라딧슈 베케이션!!2
- School Days
- Summer Days
- 마법의 소녀 실키립 세명의 여왕후보 - 오프닝 무비 애니메이션 파트 원화
- Cross Days

### 가정용 게임
- 피아캐롯에 잘 오셨습니다!!
- 인연이라는 이름의 팬던트 with TOYBOX 스토리즈
- 시스터 프린세스

## School Days의 캐릭터 디자인
『School Days』또는 『Summer Days』에서는「일본어: ごとうじゅんじ」라는 이름으로 캐릭터 디자인에 참여하였다. 고토 준지의 이름을 일약 유명하게 한『School Days』는 개발초기부터 고토 준지를 포함하여 제작이 시작되어, 2002년 기획을 시작하던 단계부터 참가하였다.
또한 2채널에 써있던『School Days』의「코토노바우어」의 화제를 바탕으로 물품을 제작하기도 했다.
TV 애니메이션판에서도 캐릭터 디자인과 총작화감독을 역임.

## 같이 보기
- 스쿨데이즈
- 섬머데이즈
- 크로스데이즈
- 오버플로우 (브랜드)
- 시스터 프린세스